# Juan Ramón Martín
Juan Ramón Martín Robleda es un ex ciclista profesional español. Nació en Ciudad Rodrigo (provincia de Salamanca) el 31 de marzo de 1963. Fue profesional entre 1988 y 1992, ininterrumpidamente. 

## Palmarés
No obtuvo victorias en el campo profesional.

## Equipos
- Helios-CR (1988-1989)
- Lotus-Festina (1990-1991)
- Puertas Mavisa (1992)